# Julia Middendorf
Julia Middendorf (* 31. Januar 2003 in Vechta) ist eine deutsche Tennisspielerin.

## Karriere
Middendorf spielt bislang vor allem auf der ITF Juniors Tour und der ITF Women’s World Tennis Tour, wo sie bereits drei Titel im Einzel gewinnen konnte.
2016 wurde sie deutsche Meisterin im Einzel und Doppel der U13.
2017 ging sie in Bremen beim European Summer Cup in der Altersklasse U14 für Deutschland an den Start. Bei den Nationalen Deutschen Hallen-Tennismeisterschaften erreichte sie mit einem Sieg über Julia Kimmelmann das Achtelfinale, das sie gegen Lena Rüffer mit 2:6 und 4:6 verlor.
2018 erhielt sie eine Wildcard für die Qualifikation zum Porsche Tennis Grand Prix, ihrem ersten Turnier der WTA Tour. Sie scheiterte aber bereits in der ersten Runde mit 1:6 und 2:6 gegen Marta Kostjuk. Beim BMW AHG Cup 2018 erhielt sie eine Wildcard für das Hauptfeld im Dameneinzel, wo sie aber ebenfalls bereits in der ersten Runde gegen Carmen Schultheiss mit 2:6 und 2:6 verlor. Bei den Nationalen Deutschen Hallen-Tennismeisterschaften 2018 erreichte sie gegen Julia Thiem das Achtelfinale, das sie dann gegen Anna-Lena Friedsam mit 2:6 und 1:6 verlor.
2019 erreichte sie bei den Nationalen Deutschen Hallen-Tennismeisterschaften 2019 mit Siegen über Laura Isabel Putz und Anna Klasen das Viertelfinale, das sie gegen Katharina Hobgarski mit 2:6 und 3:6 verlor.
2020 gewann sie an der Seite von Nastasja Schunk den Titel im Doppel beim J1 Sviatopetrivske. Bei den DTB German Pro Series erreichte sie als Gruppensiegerin der Gruppe 2 in Versmold, wo sie sowohl Anna-Lena Friedsam, Vivian Heisen und Joëlle Steur jeweils in drei Sätzen schlug, die Platzierungsrunde, in der sie Katharina Gerlach mit 2:6 und 3:6 unterlag. Bei den Nationalen Deutschen Hallen-Tennismeisterschaften 2020 erreichte sie mit Siegen über Charlotte Klasen abermals das Achtelfinale, das sie gegen Eva Lys verlor.
2021 erhielt sie sowohl für das Dameneinzel, als auch zusammen mit ihrer Partnerin Nastasja Schunk für das Damendoppel eine Wildcard für das ITF-Turnier Tennis Future Hamburg 2021, scheiterte aber in beiden Konkurrenzen bereits in der ersten Runde.
Im April 2021 erhielt sie für den Porsche Tennis Grand Prix eine Wildcard für die Qualifikation. Durch zwei Siege gegen Jana Fett und Tamara Korpatsch qualifizierte sie sich zum ersten Mal in ihrer Karriere für das Hauptfeld eines WTA-Turniers. Dort unterlag sie Anett Kontaveit  in der ersten Runde mit 2:6 und 3:6. Im Doppel unterlag sie mit ihrer Doppelpartnerin aus dem Porsche Junior Team Deutschland Noma Noha Akugue dem chinesischen Doppel Yifan Xu / Zhang Shuai mit 6:75 und 4:6.
Im Mai 2021 gewann sie in Říčany, Tschechien ihren ersten Einzeltitel bei einem ITF-J1-Turnier. Im August 2021 konnte sie beim 15.000 Dollar-Turnier in Erwitte ihren ersten Titel gewinnen.

## Turniersiege

### Einzel
| Nr. | Datum           | Turnier | Kategorie | Belag | Finalgegnerin       | Ergebnis         |
| --- | --------------- | ------- | --------- | ----- | ------------------- | ---------------- |
| 1.  | 22. August 2021 | Erwitte | ITF W15   | Sand  | Sofia Nami Samavati | 3:6, 7:5, 6:2    |
| 2.  | 24. April 2022  | Antalya | ITF W15   | Sand  | Wiktorija Kan       | 6:1, 4:1 Aufgabe |
| 3.  | 21. August 2022 | Erwitte | ITF W15   | Sand  | Martha Matoula      | 3:6, 6:3, 6:4    |

## Persönliches
Julia Middendorf ist die Tochter von Mutter Lucia, einer Büroangestellten und Vater Manfred, einem Elektroinstallateur, hat eine Schwester Lea, wohnt in Dinklage in Niedersachsen und besucht die Liebfrauenschule Vechta.